# Pfaffing, Oberösterreich
Pfaffing är en ort och kommun i Österrike. Den ligger i distriktet Vöcklabruck i förbundslandet Oberösterreich, 220 kilometer väster om huvudstaden Wien. 
Kommunen består av 33 orter (Ortschaften) (inom parentes invånarantal 1 januari 2024):

- Außerreith (55)
- Fischham (55)
- Forsterreith (48)
- Frieding (45)
- Graben (91)
- Hainberg (5)
- Hainleiten (11)
- Hangstraße (78)
- Hausham (50)
- Holzpoint (114)
- Kienleiten (41)
- Kropfling (29)
- Maurachen (31)
- Mauracherberg (7)
- Mesnerleiten (45)
- Mitterberg (22)
- Nindorf (74)
- Oberalberting (112)
- Oberkogl (4)
- Obermoos (1)
- Pfaffing (106)
- Schneiderweg (20)
- Schweiber (45)
- Sieberer (32)
- Sonnleiten (138)
- Steinberg (27)
- Teicht (29)
- Teichweg (0)
- Tiefenbach (48)
- Unterkogl (22)
- Weixlbaum (12)
- Weixlbaumerberg (65)
- Ziegelhaid (62)